# Síta

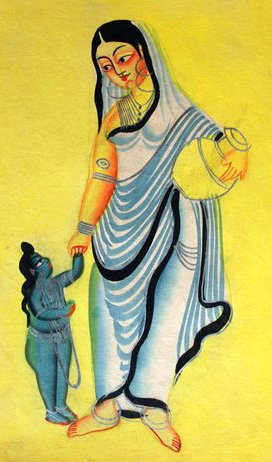
Síta se svým synem Lavou – malba z 19. století

Síta či Sítá (v sanskrtu  सीता Sītā, doslova „polní brázda“) je hinduistická bohyně vystupující ve védách jako personifikace polních prací. Je ústřední ženskou postavou staroindického eposu Rámájana, kde se objevuje jako manželka Rámy a je unesena Rávanou, králem rákšasů, na ostrov Lanku. Hinduisté věří, že Síta je avatárem bohyně Lakšmí (Ráma je avatárem Višnua).